# Brian Griese
Brian David Griese (18 de março de 1975, Miami, Flórida) é um ex-jogador profissional de futebol americano estadunidense que atuava como quarterback na National Football League.